# Phyllorhinichthys
Phyllorhinichthys is een geslacht van straalvinnige vissen uit de familie van armvinnigen (Oneirodidae). Het geslacht is voor het eerst wetenschappelijk beschreven in 1969 door Pietsch.

## Soorten
- Phyllorhinichthys balushkini Pietsch, 2004
- Phyllorhinichthys micractis Pietsch, 1969